# Пища (село)

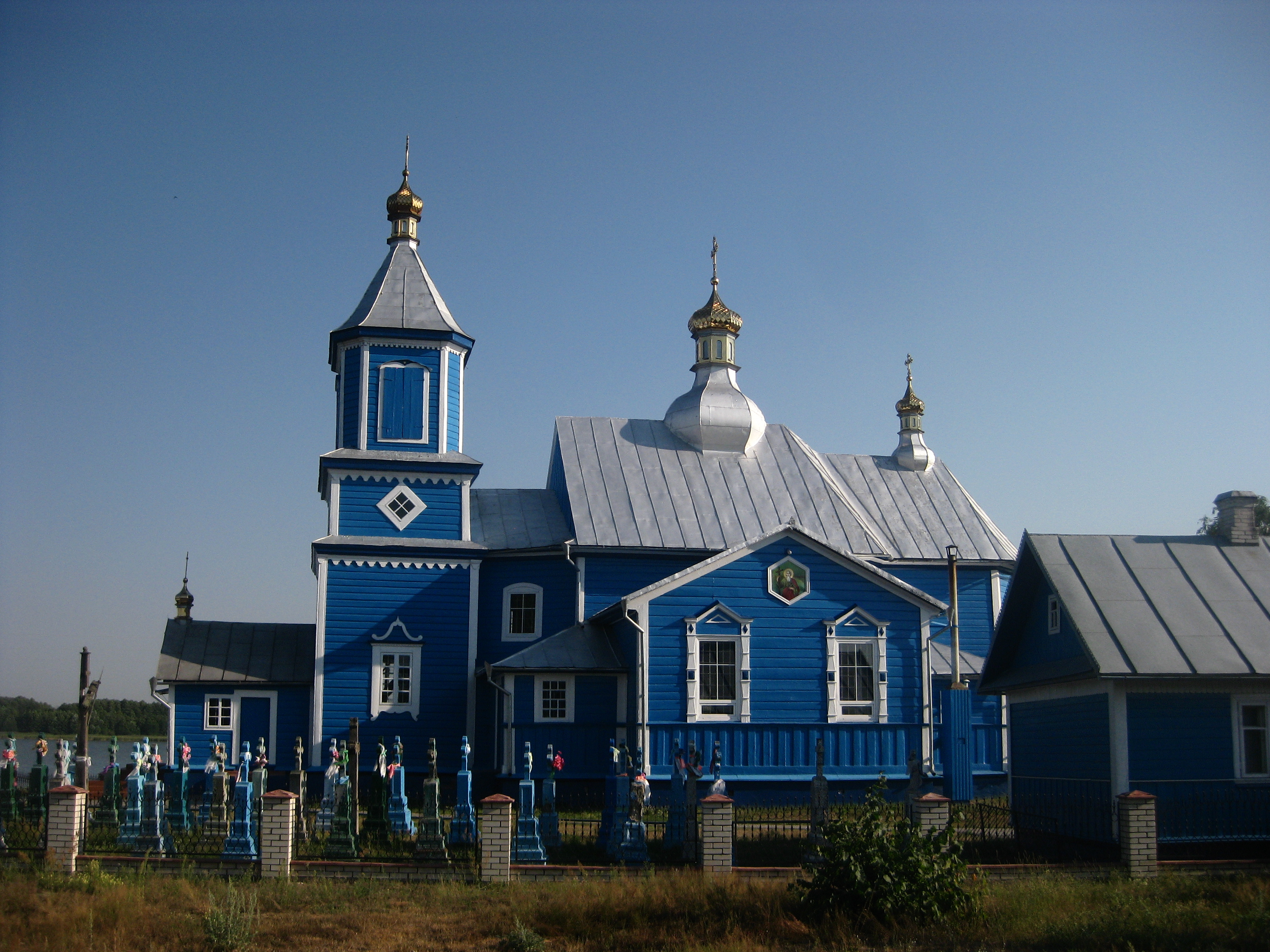
Свято-Казанская церковь

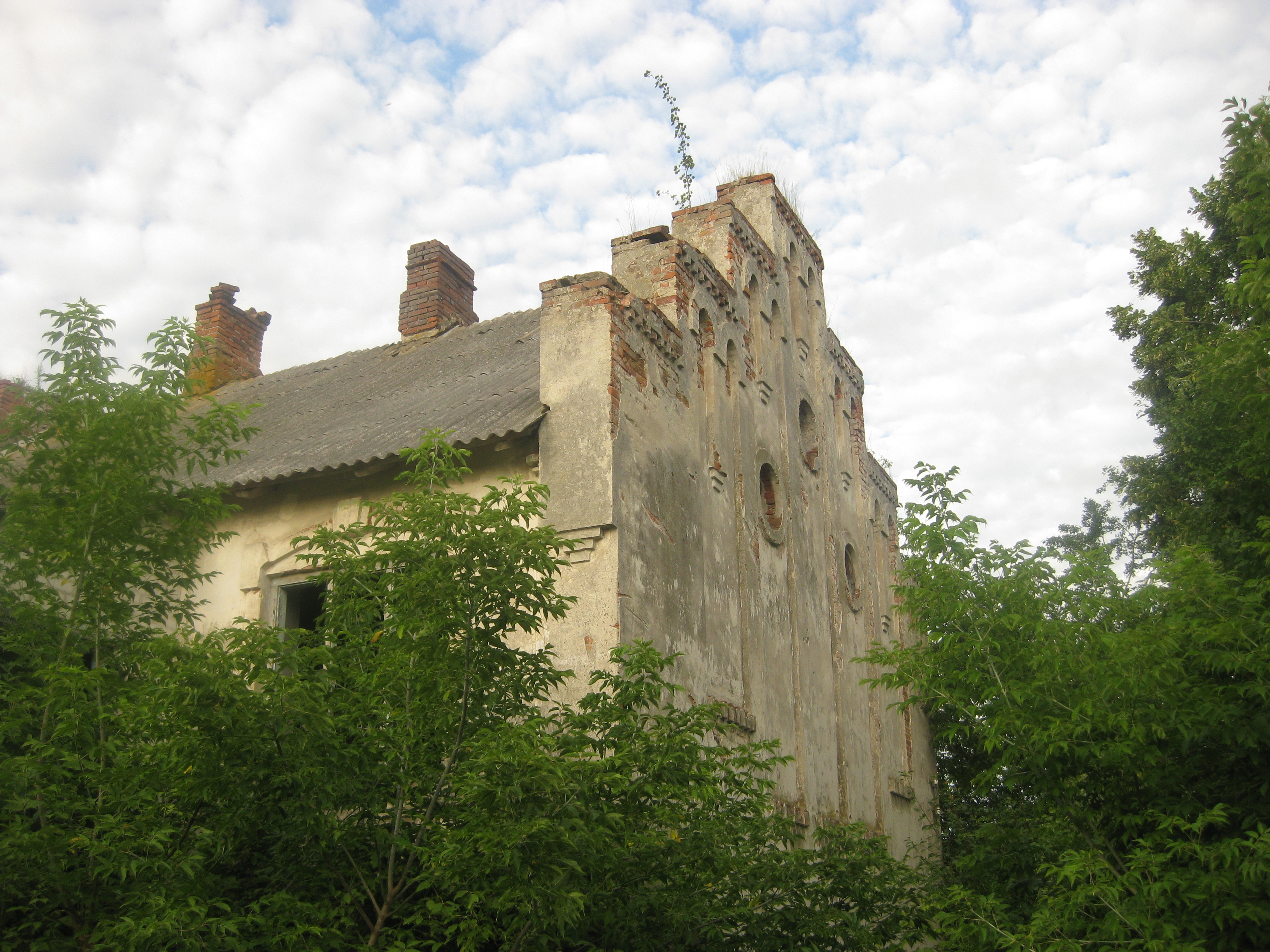
Жилой дом из усадьбы Гутовских

Пища (укр. Піща) — село в Шацкой поселковой общине Ковельского района Волынской области Украины.
До 2020 года входило в Шацкий район.
Расположено на левом берегу реки Копаювка, правого притока Западного Буга.
Рядом с селом расположен пункт контроля Пища на украинско-белорусской границе. С белорусской стороны находится пункт пропуска «Олтуш» на трассе Р98 в направлении города Малорита.
Код КОАТУУ — 0725783901. Население по переписи 2001 года составляет 1162 человека. Почтовый индекс — 44010. Телефонный код — 3355. Занимает площадь 0,9 км².

### Достопримечательности
В селе сохранился комплекс помещичьей усадьбы Гутовских XIX—XX века, является памятником архитектуры местного значения. Памятником архитектуры национального значения является Свято-Казанская церковь, построенная в 1801 году.
Неподалёку от села расположен Пищанский заказник.